# Максимов Віталій Вікторович
Віталій Вікторович Максимов  (28 січня 1955, Чернівці) — генерал-лейтенант міліції. Кандидат юридичних наук.

## Життєпис
У 1980 році закінчив Чернівецький державний університет, у 1987 році — Київську школу МВС СРСР.
У військах та органах МВС від жовтня 1980 до грудня 2003, та від липня 2005 до березня 2010.
- 09.1974 — 10.1980 — Регулювальник радіоапаратури Чернівецького виробничого об'єднання «Електронмаш»
- 10.1980 — 03.1982 — Інспектор по озброєнню господарського відділу УВС Чернівецької області
- 03.1982 — 08.1984 — Інспектор, старший інспектор, старший оперуповноважений відділення карного розшуку Першотравневого районного відділу внутрішніх справ УВС м. Чернівці, УВС Чернівецької області
- 08.1984 — 08.1989 — Оперуповноважений, старший оперуповноважений відділу карного розшуку УВС Чернівецької області
- 09.1090 — 07. 1992 — Заступник начальника відділу карного розшуку УВС Чернівецької області
- 07.1992 — 11. 1993 — Заступник начальника управління карного розшуку УВС Чернівецької області
- 11.1993 — 03. 1997 — Начальник управління карного розшуку УВС Чернівецької області
- 03.1997 — 05.1998 — Перший заступник начальника управління — начальник кримінальної міліції України в Закарпатській області
- 05.1998 — 02.2000 — Начальник управління МВС України в Тернопільській області
- 02.2000 — 07.2001 — Начальник Управління МВС України в Закарпатській області
- 07.2001 — 12.2003 — Начальник управління МВС України в Тернопільській області
- 12.2003 — Звільнений з органів внутрішніх справ за п. 65 «а» (за віком), Положення про проходження служби рядовим і начальницьким складом органів внутрішніх справ
- 12.2003 — 09.2005 — Заступник директора з питань безпеки та правового захисту Тернопільської обласної дирекції банку «Аваль»
- 09.2005 — 01.2007 — Начальник управління МВС України в Львівській області
- 03.2007 — 05.2007 — Начальник управління МВС України в Закарпатській області
- 05.2007 — 03.2010 — Начальник управління МВС України в Тернопільській області
- 03.2010 — Звільнений з органів внутрішніх справ за п. 65 «а» (за віком)
- 26.04.2011 по т.ч. — заступник директора з питань безпеки та правового захисту Рівненської обласної дирекції банку «Райффайзен банк Аваль»

## Політична діяльність
У 2002 р., перебуваючи на посаді начальника УМВС в Тернопільській області, вперше в історії Тернопільської міліції, очолив виборчий штаб і особисто брав участь у виборчій компанії до органів місцевого самоврядування. Був обраний депутатом до обласної ради, де виконував обов'язки голови комісії по законності.
У 2002 році в біографічному довіднику «Лідери регіонів» (м. Херсон) визнаний, як один із лідерів Тернопілля.